# 巴尔瓦尔
巴尔瓦尔（Barwar），是印度北方邦Kheri县的一个城镇。总人口11800（2001年）。

## 人口
该地2001年总人口11800人，其中男性6314人，女性5486人；0—6岁人口2256人，其中男1208人，女1048人；识字率42.60%，其中男性为49.49%，女性为34.67%。